# Nine Lives (2005)
Nine Lives ist ein US-amerikanisches Filmdrama von Rodrigo García aus dem Jahr 2005. García schrieb auch das Drehbuch. Der Episodenfilm erzählt von neun in Los Angeles lebenden Frauen und ihren individuellen Erfahrungen, die, bis auf wenige Ausnahmen, nichts miteinander zu tun haben, deren Geschichten aber doch zeigen, wie oft wir uns in Menschen vergangener und gegenwärtiger Beziehungen wiederfinden. Die einzelnen Episoden lappen ineinander über, sind etwas gleich lang und wurden in einer einzigen Kameraeinstellung gedreht. Auf der DVD-Hülle heißt es: „Jedes Leben hat eine Geschichte … und jede Geschichte könnte aus deinem Leben sein.“
Unter den Episodenfilmen nahm der Film in der Rangliste der besten Filme des Jahres 2005 einen vorderen Rang ein.

## Handlung
Der Film beginnt in einem Gefängnis und endet auf einem Friedhof. Erzählt werden kurze Sequenzen aus dem Leben von neun Frauen, die in Los Angeles leben.
- Sandra

Die inhaftierte Sandra darf nur einmal im Monat von ihrer kleinen Tochter besucht werden und bricht zusammen, als die Gegensprechanlage für das fünfminütige monatliche Gespräch im Besucherraum streikt. Sie wendet sich daraufhin an verschiedene Wachen, die jedoch nicht helfen können, was eine verzweifelte Wut in ihr auslöst. Durch die dicke Scheibe versucht sie dann trotzdem ihrer Tochter zumindest zu übermitteln, wie sehr sie sie liebe. Überfordert von der Situation wird sie anschließend sehr laut und wütend, sodass die Wachen Gewalt anwenden, da Sandra sowieso als widerspenstige Gefangene gilt, was gerade an einem solchen Ort von Nachteil ist.
- Diana

Die hochschwangere Diana trifft im Supermarkt auf ihre ehemalige große Liebe Damian. Beide sind inzwischen anderweitig verheiratet. Obwohl sie nur bedeutungslose Gemeinplätze austauschen, liegt wie früher Erotik in der Luft und ein vertrautes, aber gleichzeitig beängstigendes Gefühl, sich in der Gegenwart des jeweils anderen aufzulösen. Eigentlich ist beiden klar, dass sie sich niemals hätten trennen dürfen. Damian drückt das so aus: „Wir sind Damian und Diana. Das wird sich nie ändern.“
- Holly

Holly, eine schwarze Frau, kehrt in das Haus ihrer Kindheit zurück, um ihren Stiefvater Ron zur Rede zu stellen, der sie einst sexuell missbrauchte. Dort trifft sie auf ihre jüngere Schwester Vanessa, die sie praktisch großgezogen hat. In einem Gespräch zwischen den Schwestern wird deutlich, dass Holly einen Punkt in ihrem Leben erreicht hat, in dem sie ihr Leben nur weiterleben kann, wenn sie ihren Stiefvater mit dem seinerzeitigen Missbrauch konfrontiert. Nachdem Vanessa Ron angerufen und gebeten hat, nach Hause zu kommen, kommt es zu einer dramatischen Auseinandersetzung in deren Verlauf Holly droht, nicht nur Ron, sondern auch sich selbst zu erschießen. Unklar bleibt, ob Holly wirklich missbraucht worden oder psychisch krank ist. Ihr Stiefvater äußert sich nicht zu den Vorwürfen.
- Sonia

Sonia und ihr Partner Martin besuchen die neue elegante Wohnung ihrer engsten Freunde Lisa und Damian. Sonia hat Probleme mit Martin, da sie die emotionale Distanz, die er zwischen ihnen errichtet hat, nicht überwinden kann. Als Martin sie vor ihren Freunden bloßstellt, ist das sehr aufschlussreich für die junge Frau, zumal das einmal mehr die Distanz zwischen dem Paar betont. Für Sonia ist es kaum hinnehmbar, dass Martin auch eine Abtreibung, die sie vor einigen Jahren hatte, zur Sprache bringt, wohl wissend, wie sehr er sie damit verletzt.
- Samantha

Samantha, schön, jung und klug, ist im Zwiespalt mit sich selbst, einerseits möchte sie ein Elite-College im Osten des Landes besuchen, andererseits will sie ihren rollstuhlnutzenden Vater Richard und ihre schwer geprüfte Mutter Ruth nicht verlassen, da sie als Vermittlerin zwischen den Eltern, die einen mehr unausgesprochenen Krieg miteinander führen, fungiert. In einem Gespräch mit ihrer Mutter, versucht diese ihr klarzumachen, wie schwierig es ist, eigene Wünsche immer zurückzustellen und kaum noch Perspektiven zu haben.
- Lorna

Lorna trifft ihren taubstummen Ex-Mann Andrew auf der Beerdigung seiner Ehefrau wieder. Für deren Selbstmord machen einige Gäste Lorna verantwortlich, da Andrew sie noch immer sichtlich liebt. Andrew zieht Lorna zur Seite und erklärt ihr in einem Nebenraum des Gebäudes, in dem die Trauerfeier stattfindet, in Gebärdensprache, dass er sie nach wie vor liebe und seine zweite Frau nur ein Ersatz für sie gewesen sei. Auch wenn er masturbiere, denke er nur an sie. Tatsächlich haben beide schnellen Sex, bevor jemand an die Tür klopft. Lorna ahnt, dass sie, ohne ihr eigenes Zutun und Wissen, einer der Gründe ist, warum Andrews Frau den Freitod gewählt hat.
- Ruth

In einer Vollmondnacht plant Ruth einen Seitensprung mit dem schottischen Witwer Henry, der ein netter Kerl zu sein scheint und lebenskluge Kommentare abgibt, die Ruth ihre Position überdenken lassen. Beide bekommen mit, wie Polizisten in ein Motelzimmer eindringen und eine Frau verhaften, bei der es sich um Sandra aus dem ersten Film handelt. Ruth beobachtet, wie Sandra abgeführt wird. Nachdem sie ins Zimmer zurückgekehrt ist, erhält sie einen Anruf ihrer Tochter Samantha, der Schuldgefühle in ihr auslöst, sodass sie ihren Mann nicht mehr betrügen kann.
- Camille

Camille steht unmittelbar vor einer Brustkrebs-Operation. Die Angst treibt sie um, während der OP in Narkose liegend anderen hilflos ausgeliefert zu sein. Camilles geduldiger Ehemann Richard bekommt einen Teil dieser Angst ebenso zu spüren, wie den gegen ihn gerichteten Zorn. Auch gegenüber der Krankenschwester reagiert Camille aufbrausend. Als diese ihren Infusionstropfen ein Beruhigungsmittel hinzufügt, wird die angespannte Frau langsam ruhiger und dann – irgendwie sogar glücklich. Das Beruhigungsmittel hat seine Aufgabe erfüllt und Camille dazu gebracht, das Gute in den Geschehnissen zu sehen.
- Maggie

Maggie macht ein Picknick mit ihrer Tochter Maria – auf einem Friedhof. Ob es sich bei dem bescheidenen Grab, vor dem sie die Decke ausgebreitet hat, um das Grab ihres Mannes oder eines nahen Verwandten handelt, bleibt im Dunkeln. Als Maria dort eine Katze bemerkt, wirft sie die Frage in den Raum, ob Katzen wirklich neun Leben hätten. Ihre Mutter meint daraufhin, dass sie das nicht glaube. Als Maria hinter einem Baum Pipi macht, taucht dort plötzlich eine (imaginäre?) Wache auf. Maggie staunt – mehr für sich selbst – darüber, dass es erstaunlich sei, dass Menschen, die so viel auf ihren Schultern tragen müssten, es trotzdem durchs Leben schafften. Während Maggie sich mit ihrer Tochter unterhält, steigt die Trauer in ihr ganz plötzlich übermächtig auf, sie fängt sich jedoch wieder und schluckt sie hinunter. Möglich ist auch, dass Maggie allein auf dem Friedhof ist und ihre Tochter tot und nur in ihrer Phantasie bei ihr.
- Zusammenfassung

Einige Geschichten sind miteinander verknüpft. So trifft Holly in der Geschichte „Camille“ als Krankenschwester auf. Der Wächter von Sandra erscheint auch als Vater bei Holly. In der Geschichte „Ruth“ wird die Verhaftung von Sandra gezeigt, worauf Henry mit Ruth über Illusionen philosophiert. In der darauffolgenden Geschichte „Maggie“ entpuppt sich deren Tochter Maria als eine solche Illusion. Das Kind hatte sich zuvor sehr über Weintrauben gefreut, die offenbar ihre Lieblingsfrucht waren. Am Ende der Szene legt Maggie – plötzlich allein – die Weintrauben auf ein Grab.

## Produktion

### Produktionsnotizen, Kosten
Die Dreharbeiten des von Magnolia Pictures vertriebenen Films fanden in Los Angeles innerhalb von 17 Tagen statt.
Die Produktionskosten betrugen circa 500.000 US-Dollar.

### Veröffentlichung
Der Film wurde am 24. Januar 2005 auf dem Sundance Film Festival uraufgeführt. Gezeigt wurde er zudem am 21. Juni 2005 auf dem Los Angeles Film Festival und am 12. August 2005 auf dem Locarno Film Festival in der Schweiz, wo er den Goldenen Leoparden in der Kategorie „Bester Film“ erringen konnte. Im September 2005 lief er in ausgewählten Kinos in den USA an. In Italien wurde er am 2. September 2005 veröffentlicht. In Deutschland wurde er am 8. September 2005 auf dem
Oldenburg International Film Festival vorgestellt.
Zudem wurde er auf folgenden Filmfestivals aufgeführt:
- 08. September 2005 Festival Internacional de Cine de San Sebastián in Spanien
- 06. Oktober 2005 HATCHfest Film Festival in den Vereinigten Staaten
- 13. Oktober 2005 Bogota Film Festival in Kolumbien
- 30. Oktober 2005 auf dem Milwaukee International Film Festival in den Vereinigten Staaten
- 18. Februar 2006 auf dem Istanbul Independent Film Festival in der Türkei
- 16. September 2006 auf dem Film by the Sea Film Festival in den Niederlanden

Veröffentlicht wurde der Film zudem im Oktober 2005 in Los Angeles in Kalifornien und in New York City sowie in Houston in Texas, 2006 in Schweden und in Griechenland (begrenzt; 2007 DVD-Premiere), sowie in Japan, Argentinien, Südkorea, Dänemark, Spanien und Finnland (DVD-Premiere). 2007 erfolgte eine Veröffentlichung in Mexiko (begrenzt), 2008 in Australien. Am 22. Januar 2009 wurde der Film in Deutschland erstmals auf DVD herausgegeben. Am 5. September gab die Edel Germany GmbH den Film mit einer deutschen Tonspur auf DVD heraus.
Veröffentlicht wurde der Film auch in Brasilien, Litauen, Polen, Portugal, Russland und im Vereinigten Königreich.

## Rezeption

### Kritik
Stephen Holden von der New York Times schrieb, der Film vermittle ein Gefühl tiefer Empathie und Verbundenheit und sei dabei radikal realistisch. Ausnahmsweise hege man nicht den unangenehmen Verdacht, emotional manipuliert worden zu sein. García habe einen Film gedreht, der als radikal realistisch beschrieben werden könne und als filmisches Äquivalent Tschechows Kurzgeschichten nahekomme. Nine Lives sei einen Quantensprung besser als seine Vorgänger.
Roger Ebert schrieb, jede dieser kleinen Geschichten enthalte Momente der Wahrheit. Aber es gehe um so viel mehr in den Geschichten, als das Auge sehe. Beispielsweise in der Geschichte von Camille gehe es um die Empörung vor Chirurgen, die Messer in einen bewusstlosen Körper einführen würden und um die Angst vor Verlust und die Unpersönlichkeit von Krankenhäusern, aber die Menschlichkeit von Krankenschwestern und die Geduld und Liebe ihres Mannes. Ruthe Stein vom San Francisco Chronicle fügte hinzu, die Darstellerinnen agierten mit solcher Intensität, dass man die Augen nicht abwenden könne.
Michael Wilmington von der Chicago Tribune verlieh dem Film vier von fünf möglichen Sternen und beschrieb ihn als einen der interessantesten amerikanischen Filme der Gegenwart. Er sei ein spannendes und dramatisches Schaufenster mit einer brillanten Besetzung. Die meisten der Geschichten verwandle Garcia sowie seine großartige Besetzung in dramatisches Gold. Auch die eigentümliche Gesamtstruktur mache sie unverwechselbar. Die Fülle der Charaktere im Film erinnere an den erzählerischen Reichtum des Vaters, aber der Stil des Sohnes sei schlanker und sparsamer.
Kevin Thomas von der Los Angeles Times nannte den Film ein seltenes Beispiel für einen Episodenfilm, der tatsächlich ein kumulatives Gesamtwerk bilde und nicht nur von einem Abschnitt zum nächsten führe. Jede Sequenz, die sich kraftvoll in einer einzigen Einstellung entfalte, verbinde sich geschickt mit der nächsten mit einer sanften, aber treibenden Dynamik, und Personen aus einer Vignette tauchten in einer anderen auf unauffällige, glaubwürdige Weise auf, die den Zufall herunterspiele, um stattdessen das nicht minder Offensichtliche zu suggerieren: Vernetzung im Leben der Menschen. Garcías großes Ensemble sei tadellos und kreiere einen subtilen, unvergesslichen Streifen. Sein wahres Terrain sei jedoch das menschliche Herz, das mit Gefühl und Respekt erkundet werde.
Kirk Honeycutt von der Fachzeitschrift der Filmindustrie The Hollywood Reporter meinte, dies sei ein mutiger Film, sowohl in seinen Erzählstrategien als auch in seiner Logistik. Scott Foundas befand bei Variety, obwohl die episodische Struktur zu einem Ganzen führe, entsprächen einige Teile nicht ganz den Erwartungen. Trotzdem sei dies eine ungewöhnlich zarte, einfühlsame Charakterstudie, die von herausragenden Leistungen berühmter und talentierter (und vielfach nicht ausreichend beschäftigter) Schauspielerinnen getragen werde. In der Washington Post schrieb Ann Hornady, das Schöne an Nine Lives sei, dass sich seine gelegentlich überlappenden Geschichten völlig ungezwungen anfühlten. Garcías Filmstil sei mit seltener Lyrik, Mitgefühl und Diskretion versehen. Jack Mathews befand in der Daily News, einige der Geschichten erfüllten nicht ganz das, was der Regisseur vorhabe, aber die meisten seien ergreifend, verstörend und hervorragend gespielt. Luke Y. Thompson war im Dallas Observer der Meinung, dass sich fünf oder sechs Leben prägnanter hätten anfühlen können. Neun würden die Geduld ein wenig strapazieren, obwohl es beeindruckend sei, dass jeder Einzelfilm aus einer einzelnen Steadicam-Aufnahme bestehe. Kyle Smith von der New York Post hingegen war der Ansicht, Nine Lives bedeute für den Zuschauer viel Arbeit, er lerne alle paar Minuten eine Reihe neuer Charaktere kennen, was sich jedoch nicht wirklich auszahle. Die schlechten Geschichten würden seine Zeit verschwenden und die guten ließen ihn unzufrieden zurück.
Kino.de lobte: „Neun klar gegliederte und hin und wieder miteinander korrespondierende Episoden erzählen von entscheidenden Momenten im Leben von neuen verschiedenen Damen in diesem glänzend beobachteten und gespielten Drama. […] Rodrigo Garcia, Sohn des Literaturnobelpreisträgers Gabriel García Márquez und Mastermind hinter der hochgelobten TV-Psychiaterserie ‚In Treatment‘, zeigt, was er als Regisseur, Schreiber, Einfühler und Beobachter so drauf hat in diesem episodisch messerscharf gegliederten Reigen von Geschichten aus dem ganz normalen (weiblichen) Leben, das vielleicht just in diesem zwölfminütigen Ausschnitt daraus ein anderes zu werden im Begriffe ist.“

### Einspielergebnisse
Der Film spielte bis zum 28. Mai 2006 in den Kinos der USA 478.645 US-Dollar ein. Er wurde in bis zu 33 Kinos gleichzeitig vorgeführt.

### Auszeichnungen (Auswahl)
Internationales Filmfestival von Locarno
- Bronzener Leopard in der Kategorie „Beste Schauspielerin“ für Robin Wright, Amanda Seyfried, Sissy Spacek, Holly Hunter, LisaGay Hamilton, Glenn Close, Elpidia Carrillo, Anmy Brenneman, Kathy Baker
- Don Quixote Award – Besondere Erwähnung für Rodrigo García für die Originalität seiner narrativen Konstruktion und die Sensibilität seiner Charakterisierung, deren Interpretation dank einer impliziten Geschichte dem Zuschauer überlassen bleibt
- Goldener Leopard für Julie Lynn und Rodrigo García in der Kategorie „Bester Film“[12]
- Youth Jury Award für Rodrigo García für die Intensität, mit der er sich mit den Geschichten der Frauen befasst: alle unterschiedlich, aber alle ähnlich. Reine Emotionen werden durch das Format von 12-minütigen Aufnahmen für jede einzelne gesteigert. Eine Präsentation von neun weiblichen Charakteren in entscheidenden Momenten ihrer Existenz. Wir betreten das persönliche Leben dieser Frauen und verlassen es, sobald die Spannung ihren Höhepunkt erreicht hat, um dann in eine andere Welt einzutauchen. Die Folge dieser Unterbrechungen hängt noch mehr mit diesen Geschichten zusammen. Das Casting ist auch hervorragend.

Satellite Awards
- Robin Wright Penn und Rodrigo García als Drehbuchautor wurden für den Satellite Award nominiert.

Gotham Awards
- Das gesamte Schauspielerensemble wurde für den Gotham Award nominiert.

Bogota Film Festival
- Rodrigo García erhielt einen Preis des Bogota Film Festivals für seine Regie und
- wurde in der Kategorie „Bester Film“ für einen weiteren Preis des Festivals nominiert.

Independent Spirit Awards 2006:
- Rodrigo García wurde als Regisseur und Drehbuchautor und
- Robin Wright Penn für ihre Schauspielleistung für den Independent Spirit Award nominiert.

ALMA Awards 2006:
- Elpidia Carrillo wurde mit dem ALMA Award ausgezeichnet und
- Rodrigo García wurde als Regisseur ebenfalls für diesen Preis nominiert.

Chlotrudis Awards
- Robin Wright nominiert in der Kategorie „Beste Schauspielerin in einer Episodenrolle“

National Board of Review, USA 2005
- Besondere Anerkennung für herausragende Leistungen im Filmbereich

Women Film Critics Circle Anwards 2005
- WFCC Award für Rodrigo García

Der Film wurde zudem für den William-Shatner-Golden Groundhog Award als bester Underground-Film nominiert.